# Torneo di Wimbledon 1966
Il Torneo di Wimbledon 1966 è stata l'80ª edizione del Torneo di Wimbledon e terza prova stagionale dello Slam per il 1966.
Si è giocato sui campi in erba dell'All England Lawn Tennis and Croquet Club di Wimbledon a Londra, in Gran Bretagna.

## Campioni

### Senior

#### Singolare maschile
Manuel Santana ha battuto in finale  Dennis Ralston con il punteggio di 6–4, 11–9, 6–4.

#### Singolare femminile
Billie Jean King ha battuto in finale  Maria Bueno con il punteggio di 6–3, 3–6, 6–1.

#### Doppio maschile
Ken Fletcher /  John Newcombe hanno battuto in finale  William Bowrey /  Owen Davidson con il punteggio di 6–3, 6–4, 3–6, 6–3.

#### Doppio femminile
Maria Bueno /  Nancy Richey hanno battuto in finale  Margaret Smith Court /  Judy Tegart Dalton con il punteggio di 6–3, 4–6, 6–4.

#### Doppio misto
Margaret Smith Court /  Ken Fletcher hanno battuto in finale  Billie Jean King /  Dennis Ralston con il punteggio di 4–6, 6–3, 6–3.

### Junior

#### Singolare ragazzi
Vladimir Korotkov ha sconfitto in finale  Brian Fairlie con il punteggio di 6–3, 11–9.

#### Singolare ragazze
Birgitta Lindström ha sconfitto in finale  Judy Congdon con il punteggio di 7–5, 6–3.